# Ringgold County
Das Ringgold County ist ein County im US-amerikanischen Bundesstaat Iowa. Im Jahr 2020 hatte das County 4663 Einwohner und eine Bevölkerungsdichte von 3,4 Einwohnern pro Quadratkilometer. Der Verwaltungssitz (County Seat) ist Mount Ayr.

## Geografie
Das County liegt im Südwesten von Iowa, im  Quellgebiet des Grand River, einem linken Nebenfluss des Missouri.
Im Süden grenzt das Ringgold County an den Bundesstaat Missouri; es hat eine Fläche von 1396 Quadratkilometern, wovon drei Quadratkilometer Wasserfläche sind.
An das Ringgold County grenzen folgende Nachbarcountys:
| Adams County            | Union County                                | Clarke County              |
| Taylor County           | Kompassrose, die auf Nachbargemeinden zeigt | Decatur County             |
| Worth County (Missouri) |                                             | Harrison County (Missouri) |

## Geschichte

Samuel Ringgold

Das Ringgold County wurde am 24. Februar 1847 gebildet. Benannt wurde es nach Major Samuel B. Ringgold (1796–1846), einem Helden im mexikanischen Krieg.
1855 wurde eine eigene Verwaltung aufgebaut. Ein Jahr später wurde ein hölzernes Gerichts- und Verwaltungsgebäude errichtet, das aber von einem Sturm zerstört wurde.
1859 wurde ein neues, größeres und aus besserem Holz bestehendes Gebäude gebaut, das 25 Jahre seinen Dienst versah.

1884 wurde ein größeres Backsteingebäude errichtet, das bis 1921 genutzt werden konnte. Da das Gebäude mittlerweile baufällig geworden war, zog die Verwaltung in ein Provisorium, bis 1927 das noch heute genutzte Haus bezogen wurde.

## Bevölkerung
Nach der Volkszählung im Jahr 2010 lebten im Ringgold County 5131 Menschen in 2047 Haushalten. Die Bevölkerungsdichte betrug 3,7 Einwohner pro Quadratkilometer. In den 2047 Haushalten lebten statistisch je 2,42 Personen.
Ethnisch betrachtet setzte sich im Jahr 2015 die Bevölkerung zusammen aus 97,5 Prozent Weißen, 0,3 Prozent Afroamerikanern, 0,3 Prozent amerikanischen Ureinwohnern und 0,3 Prozent Asiaten; 0,7 Prozent stammten von zwei oder mehr Ethnien ab. Unabhängig von der ethnischen Zugehörigkeit waren 1,8 Prozent der Bevölkerung spanischer oder lateinamerikanischer Abstammung.
24,2 Prozent der Bevölkerung waren unter 18 Jahre alt, 52,2 Prozent waren zwischen 18 und 64 und 23,6 Prozent waren 65 Jahre oder älter. 51,4 Prozent der Bevölkerung waren weiblich.
Das jährliche Durchschnittseinkommen eines Haushalts lag 2014 bei 44.032 USD. Das Pro-Kopf-Einkommen betrug 24.553 USD. 16,6 Prozent der Einwohner lebten unterhalb der Armutsgrenze.

## Ortschaften
Inkorporierte Citys und nicht inkorporierte Census-designated places (CDP):
| Ort             | Einwohner 2010 | Einwohner 2020 | Typ  |
| --------------- | -------------- | -------------- | ---- |
| Mount Ayr       | 1691           | 1623           | City |
| Clearfield1     | 363            | 278            | City |
| Diagonal        | 330            | 344            | City |
| Kellerton       | 315            | 243            | City |
| Tingley         | 184            | 136            | City |
| Sun Valley Lake | 161            | 187            | CDP  |
| Redding         | 82             | 63             | City |
| Shannon City3   | 71             | 73             | City |
| Ellston         | 43             | 19             | City |
| Benton          | 41             | 39             | City |
| Maloy           | 29             | 22             | City |
| Delphos         | 25             | 26             | CDP  |
| Beaconsfield    | 15             | 15             | City |

Von der Volkszählung nicht separat erfasste Unincorporated Community:
- Tuskeego

1 – überwiegend im Taylor County

2 – im Jahr 2014

3 – teilweise im Union County

## Gliederung
Das Ringgold County ist in 17 Townships eingeteilt:
| Township             | Einwohner (2010) |
| -------------------- | ---------------- |
| Athens Township      | 434              |
| Benton Township      | 110              |
| Clinton Township     | 208              |
| Grant Township       | 128              |
| Jefferson Township   | 149              |
| Liberty Township     | 152              |
| Lincoln Township     | 144              |
| Lotts Creek Township | 77               |
| Middle Fork Township | 238              |

| Township            | Einwohner (2010) |
| ------------------- | ---------------- |
| Monroe Township     | 111              |
| Poe Township        | 169              |
| Rice Township       | 217              |
| Riley Township      | 87               |
| Tingley Township    | 327              |
| Union Township      | 286              |
| Washington Township | 525              |
| Waubonsie Township  | 78               |

Die Stadt Mount Ayr gehört keiner Township an.